# Quadratische Funktion

Die Normalparabel, der Graph der Quadratfunktion

Eine quadratische Funktion (auch ganzrationale Funktion 2. Grades) ist eine Funktion, die als Funktionsterm ein Polynom vom Grad 2 besitzt, also von der Form
{\displaystyle f(x)=ax^{2}+bx+c} mit {\displaystyle a\neq 0}
ist. Der Graph ist die Parabel mit der Gleichung {\displaystyle y=ax^{2}+bx+c}.
Die Funktionen der Form {\displaystyle f(x)=ax^{2}} mit {\displaystyle a\neq 0} (also {\displaystyle b=c=0}) heißen spezielle quadratische Funktionen. Die Funktion {\displaystyle f} mit {\displaystyle f(x)=x^{2}} heißt Quadratfunktion.

## Quadratfunktion und spezielle quadratische Funktion
Die Funktion {\displaystyle f} mit der Zuordnungsvorschrift {\displaystyle x\mapsto x^{2}} heißt Quadratfunktion. Ihr Graph ist eine nach oben geöffnete, zur y-Achse symmetrische Parabel, deren Scheitelpunkt im Koordinatenursprung liegt, die Normalparabel.
Eine Funktionen der Form {\displaystyle f(x)=ax^{2}} mit {\displaystyle a\neq 0} heißt spezielle quadratische Funktion. Ihr Graph ist eine zur {\displaystyle y}-Achse symmetrische Parabel mit Scheitelpunkt im Ursprung. Diese entsteht aus der Normalparabel durch Strecken oder Stauchen in Richtung der {\displaystyle y}-Achse und gegebenenfalls Spiegeln an der {\displaystyle x}-Achse:
{\displaystyle a>0}: Die Parabel ist nach oben geöffnet.
{\displaystyle a<0}: Die Parabel ist nach unten geöffnet.
{\displaystyle |a|<1}: Der Graph ist in Richtung der {\displaystyle y}-Achse gestaucht, d. h. in der Länge zusammengedrückt, wodurch er breiter erscheint und flacher ist.
{\displaystyle |a|>1}: Der Graph ist in Richtung der {\displaystyle y}-Achse gestreckt, d. h. in die Länge gezogen, wodurch er schmaler erscheint und steiler ist.
Für {\displaystyle a=-1}: ist der Graph im Vergleich zur Normalparabel einfach an der {\displaystyle x}-Achse gespiegelt.

Spiegelung bei Vorzeichenwechsel {\displaystyle a}
Stauchung bei {\displaystyle |a|<1}
Streckung bei {\displaystyle |a|>1}

## Allgemeine quadratische Funktion
Die Zuordnungsvorschrift der allgemeinen quadratischen Funktion ist {\displaystyle x\mapsto ax^{2}+bx+c}. Die Koeffizienten {\displaystyle a}, {\displaystyle b} und {\displaystyle c} bestimmen den Wertebereich und die Form des Graphen.

### Parameter a
Wie der Wert von {\displaystyle a} die Form des Graphen verändert, kann man am besten erkennen, wenn man {\displaystyle b=0} und {\displaystyle c=0} setzt. Man erhält dann eine gestreckte oder gestauchte und gegebenenfalls an der {\displaystyle x}-Achse gespiegelte Normalparabel.
{\displaystyle a>0}: Der Graph ist nach oben geöffnet.
{\displaystyle a<0}: Der Graph ist nach unten geöffnet.
{\displaystyle |a|<1}: Der Graph ist in Richtung der {\displaystyle y}-Achse gestaucht, d. h. in der Länge zusammengedrückt, wodurch er breiter erscheint und flacher ist.
{\displaystyle |a|>1}: Der Graph ist in Richtung der {\displaystyle y}-Achse gestreckt, d. h. in die Länge gezogen, wodurch er schmaler erscheint und steiler ist.
Für {\displaystyle a=-1} ist der Graph im Vergleich zur Normalparabel einfach an der {\displaystyle x}-Achse gespiegelt.

### Parameter c
Es gilt {\displaystyle f(0)=c}. Der Parameter {\displaystyle c} ist also der {\displaystyle y}-Wert des Schnittpunkts der Parabel mit der {\displaystyle y}-Achse.
Eine Veränderung des Parameters {\displaystyle c} bewirkt eine Verschiebung in {\displaystyle y}-Richtung. Wird {\displaystyle c} um eins erhöht, dann wird der Graph um eine Einheit nach oben verschoben. Wird {\displaystyle c} um eins verringert, wird der Graph dagegen um eine Einheit nach unten verschoben.

### Parameter b
Der Parameter {\displaystyle b} gibt die Steigung der Parabel im Schnittpunkt mit der {\displaystyle y}-Achse an. Insbesondere kann man am Vorzeichen von {\displaystyle b} erkennen, ob die {\displaystyle y}-Achse mit dem fallenden oder dem ansteigenden Ast der Parabel geschnitten wird. Hieraus lassen sich wiederum Rückschlüsse über die Zahl und die mögliche Lage von Nullstellen ziehen.
Eine Veränderung des Parameters {\displaystyle b} bewirkt eine Verschiebung sowohl in {\displaystyle x}- als auch in {\displaystyle y}-Richtung. Wird {\displaystyle b} um eins erhöht, dann wird der Graph um {\displaystyle 1/2a} Einheiten nach links und {\displaystyle (2b+1)/4a} nach unten verschoben. Wird {\displaystyle b} um eins verringert, wird der Graph dagegen um {\displaystyle 1/2a} Einheiten nach rechts und {\displaystyle (2b-1)/4a} nach oben verschoben.

### Scheitelpunkt
Der Scheitelpunkt ist maßgeblich für die Lage der Parabel und repräsentiert entweder das absolute Minimum (falls {\displaystyle a} positiv ist) oder das absolute Maximum (wenn {\displaystyle a} negativ ist). Die Koordinaten des Scheitelpunkts lassen sich direkt ablesen, wenn der Funktionsterm in der Scheitelpunktform vorliegt:
{\displaystyle f(x)=a\left(x-x_{s}\right)^{2}+y_{s}}.
Der Scheitelpunkt hat dann die Koordinaten {\displaystyle S(x_{s}|y_{s})}. Der Graph ist achsensymmetrisch zu der Parallele zur {\displaystyle y}-Achse durch {\displaystyle x_{s}}.
Zur Bestimmung des Scheitelpunkts bzw. der Scheitelpunktform gibt es mehrere Methoden:

#### Bestimmung der Scheitelpunktform mit quadratischer Ergänzung
Die Scheitelpunktform kann aus der Darstellung {\displaystyle f(x)=ax^{2}+bx+c} durch quadratische Ergänzung bestimmt werden.
Beispiel:
Bestimmung der Scheitelpunktform der quadratischen Funktion {\displaystyle f(x)=2x^{2}+4x+5}.
| {\displaystyle y=2x^{2}+4x+5}                              | Die ursprüngliche Funktionsgleichung |
| {\displaystyle y=2\,\left(x^{2}+2x\right)+5}               | Der Faktor {\displaystyle a} vor dem {\displaystyle x^{2}} wurde ausgeklammert, wobei das konstante Glied + 5 ausgeschlossen bleibt.          |
| {\displaystyle y=2\,\left(x^{2}+2x+1-1\right)+5}           | Es wird eine quadratische Ergänzung zu {\displaystyle x^{2}+2x} durchgeführt.                                                                 |
| {\displaystyle y=2\,\left(\left(x+1\right)^{2}-1\right)+5} | Durch die quadratische Ergänzung ist es leicht möglich, mithilfe der binomischen Formeln aus einem Teil des Terms ein Quadrat herauszuziehen. |
| {\displaystyle y=2\,\left(x+1\right)^{2}-2+5}              | Nun wurde noch die Klammer mit dem Faktor 2 wieder aufgelöst, um den Term zu vereinfachen.                                                    |
| {\displaystyle y=2\,\left(x+1\right)^{2}+3}                | In der Endform lässt sich nun der Scheitelpunkt {\displaystyle S({-}1\|3)} ablesen.                                                           |

#### Bestimmung des Scheitelpunkts mit Hilfe der Ableitung
Eine weitere Möglichkeit zur Berechnung des Scheitelpunktes bietet die Differentialrechnung. Da der Scheitelpunkt immer eine (lokale) Extremstelle (Maximum bzw. Minimum) ist, liefert die Nullstelle der ersten Ableitung der Funktion den {\displaystyle x}-Wert des Scheitelpunktes:
{\displaystyle f(x)=ax^{2}+bx+c\Rightarrow f'(x)=2ax+b\,},
{\displaystyle f'(x_{s})=0\Leftrightarrow 2ax_{s}+b=0\Leftrightarrow x_{s}={\frac {-b}{2a}}.}
Durch Einsetzen ergibt sich der {\displaystyle y}-Wert:
{\displaystyle y_{s}=f(x_{s})=a\left({\frac {-b}{2a}}\right)^{2}+b\left({\frac {-b}{2a}}\right)+c=c-{\frac {b^{2}}{4a}}.}
Beispiel:
Bestimmung des Scheitelpunkts der quadratischen Funktion {\displaystyle f(x)=2x^{2}+4x+5}.
| {\displaystyle f(x)=2x^{2}+4x+5}                          | Die ursprüngliche Funktionsgleichung                         |
| {\displaystyle f'(x)=4x+4}                                | Die 1. Ableitung der Funktion                                |
| {\displaystyle 4x+4=0\Rightarrow x_{S}=-1}                | Bestimmung der Nullstelle der 1. Ableitung durch null setzen |
| {\displaystyle y_{S}=f(-1)=2\cdot (-1)^{2}+4\cdot (-1)+5} | Einsetzen von {\displaystyle x_{S}} in {\displaystyle f(x)}  |
| {\displaystyle y_{S}=3}                                   | {\displaystyle y_{S}} berechnen                              |

Der Scheitelpunkt hat also die Koordinaten {\displaystyle S(-1|3)}.

#### Scheitelpunktberechnung mittels bekannter Nullstellen
Besitzt eine quadratischen Funktion die Nullstellen {\displaystyle x_{1},x_{2}}, so lassen sich die Koordinaten des Scheitelpunktes mithilfe der Nullstellen berechnen:
{\displaystyle x_{s}={\frac {x_{1}+x_{2}}{2}},\quad y_{s}=f(x_{s})=-{\frac {a}{4}}(x_{2}-x_{1})^{2}}.

### Nullstellen einer quadratischen Funktion
Die Nullstellen einer quadratischen Funktion sind die Lösungen der Gleichung {\displaystyle f(x)=0}, das heißt der quadratischen Gleichung
{\displaystyle ax^{2}+bx+c=0}.
Sie lassen sich mit Hilfe der abc-Formel berechnen:
{\displaystyle x_{1,2}={\frac {-b\pm {\sqrt {b^{2}-4ac}}}{2a}}}
Nimmt der Ausdruck unter der Wurzel (Diskriminante) einen negativen Wert an, so bedeutet dies, dass die quadratische Funktion keine (reellen) Nullstellen hat.
Liegt die Funktion in der Scheitelpunktform
{\displaystyle f(x)=a\left(x-x_{s}\right)^{2}+y_{s}}
vor, so erhält man die Nullstellen (im Falle der Existenz) als
{\displaystyle x_{1,2}=x_{S}\pm {\sqrt {-{\frac {y_{S}}{a}}}}}.

### Umkehrfunktion
Weil die Parabel nur für die Bereiche {\displaystyle x\leq x_{s}} und {\displaystyle x\geq x_{s}} monoton ist, ergibt sich für jeden Bereich (jeden Ast der Parabel) eine Umkehrfunktion, welche zusammen ausgedrückt werden kann mit
{\displaystyle x_{1,2}=\pm {\frac {{\sqrt {ay-4ac+b^{2}}}\mp b}{2a}}} = {\displaystyle {\frac {-b\pm {\sqrt {b^{2}-4a(c-y)}}}{2a}}}
mit reellen Werten für
{\displaystyle y\geq {\frac {4ac-b^{2}}{4a}}} bei {\displaystyle a>0} oder {\displaystyle y\leq {\frac {4ac-b^{2}}{4a}}} bei {\displaystyle a<0}

### Nullstellen und Linearfaktoren
Sind {\displaystyle x_{1}} und {\displaystyle x_{2}} die Nullstellen der quadratischen Funktion {\displaystyle f(x)=ax^{2}+bx+c}, so kann man die Funktionsgleichung auch als Produkt ihrer Linearfaktoren schreiben:
{\displaystyle f(x)=a\cdot (x-x_{1})\cdot (x-x_{2})}

## Quadratisches Polynom
Sei {\displaystyle R} ein beliebiger Ring. Als quadratische Polynome über {\displaystyle R} bezeichnet man Ausdrücke der Form
{\displaystyle ax^{2}+bx+c\in R[x]}
mit {\displaystyle a,b,c\in R} und {\displaystyle a\not =0}. Formal handelt es sich um Elemente des Polynomringes vom Grad 2, sie definieren Abbildungen von {\displaystyle R} nach {\displaystyle R}. Im Fall {\displaystyle R=\mathbb {R} } handelt es sich im obigen Sinne um quadratische Funktionen.
Falls {\displaystyle R} ein algebraisch abgeschlossener Körper ist, zerfällt jedes quadratische Polynom als Produkt zweier Linearfaktoren.
Allgemeiner sind quadratische Polynome in {\displaystyle n} Variablen Ausdrücke der Form
{\displaystyle \sum _{i,j=1}^{n}a_{i,j}x_{i}x_{j}+\sum _{i=1}^{n}b_{i}x_{i}+c\in R[x_{1},\ldots ,x_{n}]},
wobei nicht alle {\displaystyle a_{i,j}} Null sein sollen.
Diese Polynome definieren Abbildungen von {\displaystyle R^{n}} nach {\displaystyle R}. Ihre Nullstellenmengen im {\displaystyle R^{n}} werden als Quadriken bezeichnet, im Fall {\displaystyle n=2} auch als Kegelschnitte.